# The Vibrators
A The Vibrators egy 1976-ban megalapított angol punkegyüttes Londonból.

## Tagok
- Ian Carnochan
- Nigel Bennett
- Pete Honkamaki
- John 'Eddie' Edwards

### Korábbi tagok
- Pat Collier
- John Ellis
- Gary Tibbs
- Dave Birch
- Don Snow
- Ben Brierly
- Greg van Cook
- Kip
- Ian Woodcock
- Phil Ram
- Adrian Wyatt
- Noel Thompson
- Mickie Owen
- Mark Duncan
- Darrell Bath
- Nick Peckham
- Robbie Tart

## Diszkográfia
- Pure Mania (1977)
- V2 (1978)
- Guilty (1982)
- Alaska 127 (1984)
- Fifth Amendment (1985)
- Recharged (1988)
- Meltdown (1988)
- Vicious Circle (1989)
- Volume 10 (1990)
- Hunting for You (1994)
- French Lessons with Correction (1997)
- Buzzin' (1999)
- Noise Boys (2000)
- Energize (2002)
- Punk: The Early Years (2006, válogatáslemez)
- Garage Punk (2009, feldolgozás-album)
- Pure Punk (2009, feldolgozás-album)
- Under the Radar (2009)
- On the Guest List (2013)
- Punk Mania: Return to the Roots (2014)
- Restless (2017)
- Mars Casino (2020)